# Хуан Карлос Наваро
Хуан Карлос Наваро (шп. Juan Carlos Navarro; Сан Фелиу де Љобрегат, 13. јун 1980) је бивши шпански кошаркаш. Играо је на позицији бека.

## Клупска каријера
Каријеру је почео у омладинском погону Барселоне, а са само 17 година дебитовао је за први тим. Te године играо је на Најки хуп самиту. Са појачањима попут Дејана Бодироге и Грегора Фућке, Барселона је у сезони 2002/03. под палицом Светислава Пешића освојила троструку круну (АЦБ лигу, Куп Краља и Евролигу).
Наваро је са Барселоном освојио осам пута АЦБ лигу (1999, 2001, 2003, 2004, 2009, 2011, 2012, 2014). Такође је освојио шест пута Куп Краља (2001, 2003, 2007, 2010, 2011, 2013), пет пута Суперкуп Шпаније (2004, 2009, 2010, 2011, 2015), Куп Кораћа 1999. и Евролигу 2003. и 2009.
Помогао је Барселони да осам пута дође до фајнал фора Евролиге (2000, 2003, 2006, 2009, 2010, 2012, 2013, 2014). Његове сјајне партије су га седам пута стављале у идеални тим Евролиге (2006, 2007, 2009, 2010, 2011, 2012, 2013). Године 2006. је проглашен за МВП-ја АЦБ лиге, а 2009. за МВП-ја Евролиге. Године 2010. уврштен је у идеални тим Евролиге за претходну деценију.
Након што је изабран као 40. пик НБА драфта 2002. године од стране Вашингтон визардса, Наваро је остао у Европи и чекао своју прилику да оде у НБА. Дана 3. августа 2007. Визардси су га у размени са Мемфис гризлисима, заменили за будући избор 1. рунде НБА драфта. Наваро је тако добио прилику да игра са саиграчем из репрезентације Пау Гасолом. У сезони 2007/08. постао је важан део Мемфис гризлиса. Био је најбољи стрелац клуба за три поена, а са клупе је постизао солидне бројке. Просечно је бележио 10,9 поена , 2,6 скокова и 2,1 асистенцију и на крају сезоне изабран је у НБА другу петорку најбољих новајлија сезоне.
У јуну 2008. Наваро се вратио у Барселону, потписавши петогодишњи уговор.

## Репрезентација
Наваро је био члан јуниорске репрезентације Шпаније са којом је освојио 1998. и 1999. европско и светско првенство, то је била златна генерација у којој су још играли Пау Гасол и Раул Лопез. Његово прво такмичење у сениорском тиму биле су Олимпијске игре 2000. у Сиднеју. Од тада је редован члан репрезентације са којом је освојио злато на Светском првенству 2006 у Јапану и два Еуробаскета 2009. и 2011. Има сребро са европског првенства 2003. и 2007. и са Олимпијских игара 2004 у Атини. Бронзу је освојио 2001 На Европском првенству у Турској.

## Успеси

### Клупски
- Барселона:
  - Евролига (2): 2002/03, 2009/10.
  - Куп Кораћа (1): 1998/99.
  - Првенство Шпаније (8): 1998/99, 2000/01, 2002/03, 2003/04, 2008/09, 2010/11, 2011/12, 2013/14.
  - Куп Шпаније (7): 2001, 2003, 2007, 2010, 2011, 2013, 2018.
  - Суперкуп Шпаније (5): 2004, 2009, 2010, 2011, 2015.

### Појединачни
- Идеални тим новајлија НБА — друга постава (1): 2007/08.
- Најкориснији играч Евролиге (1): 2008/09.
- Најкориснији играч Ф4 турнира Евролиге (1): 2009/10.
- Идеални тим Евролиге — прва постава (5): 2005/06, 2006/07, 2008/09, 2009/10, 2010/11.
- Идеални тим Евролиге — друга постава (2): 2011/12, 2012/13.
- Најкориснији играч Првенства Шпаније (1): 2005/06.
- Најкориснији играч финала Првенства Шпаније (1): 2008/09, 2010/11, 2013/14.
- Најкориснији играч Суперкупа Шпаније (3): 2009, 2010, 2011.
- Идеални тим Евролиге — деценија 2000—2010
- Идеални тим Евролиге — деценија 2010—2020
- Најкориснији играч Европског првенства у кошарци (1): 2011.
- Мистер Еуропа (1): 2010.

### Репрезентативни
- Европско првенство до 18 година:
  -  1998.
- Светско првенство до 19 година:
  -  1999.
- Европско првенство:
  -  2009, 2011.
  -  2003, 2007.
  -  2001, 2017.
- Светско првенство:
  -  2006.
- Олимпијске игре:
  -  2008, 2012.
  -  2016.